# Shūsuke Ōta
Shūsuke Ōta (jap. 太田 修介, Ōta Shūsuke; * 23. Februar 1996 in Kōfu, Präfektur Yamanashi) ist ein japanischer Fußballspieler.

## Karriere
Shūsuke Ōta erlernte das Fußballspielen in der Schulmannschaft der Ikeda Secundary School, der Jugendmannschaft von Ventforet Kofu sowie der Universitätsmannschaft der Nippon Sport Science University. Seinen ersten Profivertrag unterschrieb er 2018 bei seinem Jugendverein Ventforet Kofu. Der Verein aus Kōfu, einer Großstadt in der Präfektur Yamanashi auf Honshū, der Hauptinsel Japans, spielte in der zweithöchsten Liga des Landes, der J2 League. Für Ventforet absolvierte er 36 Zweitligaspiele und schoss dabei sechs Tore. Im Januar 2021 wechselte er ablösefrei zum ebenfalls in der zweiten Liga spielenden FC Machida Zelvia. Für Machida bestritt er 77 Zweitligaspiele. Im Januar 2023 unterschrieb er einen Vertrag beim Erstligaaufsteiger Albirex Niigata. Am 2. November 2024 stand er mit Albirex im Finale des J. League Cup. Das Spiel gegen Nagoya Grampus verlor man im Elfmeterschießen.

## Erfolge
Albirex Niigata
- Japanischer Ligapokalfinalist: 2024